# Richardsonius
Richardsonius is een geslacht van straalvinnige vissen uit de familie van karpers (Cyprinidae).

## Soorten
- Richardsonius balteatus (Richardson, 1836)
- Richardsonius egregius (Girard, 1858)